# Горганская стена
(Вели́кая) Горга́нская стена́ (также вал Алекса́ндра; перс. آثار سد اسکندر (قزل آلان)‎ — «развалины вала Эскендер (Кызылалан)»)  — древнее защитное сооружение в провинции Голестан на северо-востоке Ирана, восточнее Каспийского моря. Названа была в честь города Горган в 1970-е гг. после археологических исследований, организованных археологом Гиани.
Стена на протяжении 191 км проходит вдоль северного берега реки Горган и по своей протяжённости уступает только Великой Китайской стене (хотя значительно меньше её по высоте). Она протянулась с запада на восток по линии Горганский залив — Пишамарские горы. Длина её 195 км, ширина 6-10 метров. Через каждые 10–15 км вдоль стены располагались оборонительные форты, общим числом около сорока. Учёные предполагают, что её обслуживал постоянный гарнизон, численность которого в разные времена колебалась от 10 до 30 тысяч.
Стена была призвана защищать Персию от нападений степных кочевников (вероятно, белых гуннов). Древние греки называли область вокруг стены Гирканией. Местные ираноязычные народы называли стену «Красной змеёй» (Кызылала́н) по цвету её кирпичей. Дата начала возведения стены дискуссионна. Исходя из архитектурных особенностей иранские археологи предпочитают парфянский период, однако письменные источники (например, Табари) сообщают о постройке стены в Гургане Сасанидами. В 2005 году методами оптического датирования и радиоуглеродного датирования было подтверждено, что стена была построена в сасанидский период